# Megarhyssa lenticula
Megarhyssa lenticula là một loài tò vò trong họ Ichneumonidae.